# Titti (Celtiberi)
I Titti (anche Titi) furono un'antica tribù celtibera della Spagna, che vivevano principalmente nell'attuale provincia di Teruel durante il III secolo a.C.. Questa tribù sembrerebbe essere sempre stata cliente dei Belli.

## Localizzazione
Arevaci
     Pelendoni
     Beroni
     Belli
     Titti
     Lobetani
     Lusoni

Mappa con la localizzazione delle tribù Celtibere.
Arevaci
Pelendoni
Beroni
Belli
Titti
Lobetani
Lusoni

La localizzazione di questa tribù è alquanto imprecisa. Si ritiene che si stabilirono lungo la valle del fiume Jalón; in ogni caso, erano sicuramente molto vicini ai Belli, con cui avevano stretti legami culturali.

## Romanizzazione
Furono alleati dei Lusoni nella prima guerra celtibera e dopo essere stati sconfitti dal pretore Tiberio Sempronio Gracco nel 179 a.C. firmarono la pace con Roma; però nel 154 a.C. si unirono ai Belli nella lotta di resistenza contro i Romani e parteciparono attivamente alla seconda guerra celtibera. Dopo la caduta di Segeda, molti dei Titti si rifugiarono Numanzia, capitale del popolo celtibero degli Arevaci, che fu definitivamente conquistata e distrutta dai Romani nel 133 a.C..
Dopo quella data i Titti spariscono come popolo dalle fonti classiche, segno di una veloce romanizzazione.